# Các núi linh thiêng của Trung Quốc
Các núi linh thiêng của Trung Quốc được chia thành nhiều nhóm khác nhau. Nhóm núi Ngũ nhạc (giản thể: 五岳; phồn thể: 五嶽; bính âm: Wǔyuè) là tên gọi cho năm ngọn núi nổi tiếng nhất, gắn liền với lịch sử Trung Quốc qua nhiều triều đại. Chúng cũng gắn liền với tín ngưỡng và thuyết Ngũ hành của Trung Quốc. Trong khi đó, nhóm núi chủ yếu gắn liền với Phật giáo được nhắc đến với tên gọi Tứ đại Phật giáo danh sơn (tiếng Trung: 四大佛教名山); còn nhóm núi gắn liền với Đạo giáo được gọi là Tứ đại Đạo giáo danh sơn (tiếng Trung: 四大道教名山).
Những ngọn núi linh thiêng trong các nhóm trên đều là các điểm đến rất quan trọng đối với các cuộc hành hương. Trong ngôn ngữ trung Quốc, hành hương gọi là "triều thánh" (giản thể: 朝圣; phồn thể: 朝聖; bính âm: cháoshèng), nghĩa đen là "vái lạy ngọn núi linh thiêng" hay triều bái thánh sơn (giản thể: 朝拜圣山; phồn thể: 朝拜聖山; bính âm: cháobài shèng shān).

Bản đồ các núi linh thiêng của Trung Quốc, hình tròn màu đỏ: nhóm Lão giáo, ngôi sao màu tím hồng: nhóm Phật giáo.

## Ngũ Nhạc
Ngũ Nhạc được sắp xếp theo bốn hướng chính và trung tâm của vùng đất Trung Hoa cổ đại. Các rặng núi trong nhóm này bao gồm:

### Đông Nhạc:Thái Sơn
tiếng Trung: 泰山; "Ngọn núi tĩnh lặng", thuộc tỉnh Sơn Đông, 1,545 m (5 ft 0,8 in) 36°15′B 117°06′Đ / 36,25°B 117,1°Đ

### Tây Nhạc:Hoa Sơn
giản thể: 华山; phồn thể: 華山; "Ngọn núi lộng lẫy", thuộc tỉnh Thiểm Tây, 1,997 m (6 ft 6,6 in) 34°29′B 110°05′Đ / 34,483°B 110,083°Đ

### Nam Nhạc:Hành Sơn
tiếng Trung: 衡山; "Ngọn núi cân bằng", thuộc tỉnh Hồ Nam, 1,290 m (4 ft 2,8 in) 27°15′17″B 112°39′21″Đ / 27,254798°B 112,655743°Đ

### Bắc Nhạc:Hằng Sơn
giản thể: 恒山; phồn thể: 恆山; "Ngọn núi vĩnh hằng", thuộc tỉnh Sơn Tây, 2,017 m (6 ft 7,4 in) 39°40′26″B 113°44′8″Đ / 39,67389°B 113,73556°Đ

### Trung Nhạc:Tung Sơn
tiếng Trung: 嵩山; "Ngọn núi cao ngất", thuộc tỉnh Hà Nam, 1,494 m (4 ft 10,8 in) 34°29′5″B 112°57′37″Đ / 34,48472°B 112,96028°Đ

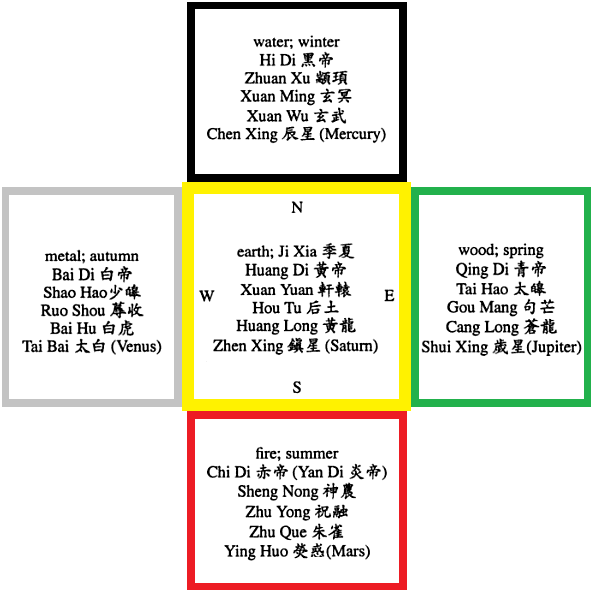
Vị trí Ngũ nhạc theo Hoài Nam Tử.

Theo thần thoại Trung Quốc, Ngũ Nhạc có nguồn gốc từ thân thể và đầu của Bàn Cổ, vị thần đầu tiên sáng tạo ra thế giới. Do vị trí ở phía đông của mình nên Thái sơn được gắn liền với mặt trời mọc, là biểu tượng cho sự ra đời và sự hồi sinh. Cũng vì cách diễn giải này, nó thông thường được nhắc đến như là ngọn núi linh thiêng nhất trong số Ngũ đại danh sơn. Phù hợp với vị trí đặc biệt của nó, Thái sơn được cho là được tạo thành từ phần đầu của Bàn Cổ.

## Tứ đại Phật giáo danh sơn

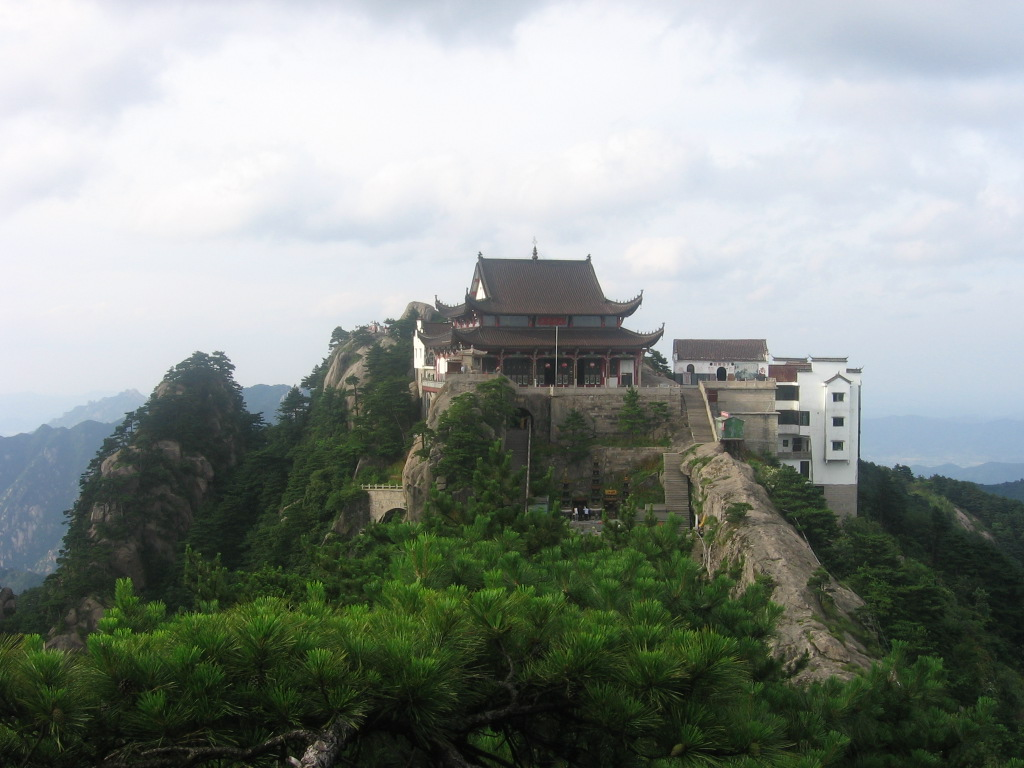
Đại Hùng Bảo điện, ngôi đền trên Cửu Hoa Sơn

Còn gọi là Tứ đại danh sơn, Tứ linh sơn, cụ thể là:
- Ngũ Đài sơn (五臺山) thuộc tỉnh Sơn Tây cao 3.058 m, thông thường được gắn liền với Văn Thù Bồ Tát
- Nga Mi Sơn (峨嵋山) thuộc tỉnh Tứ Xuyên cao 3.099 m, thông thường được gắn liền với Phổ Hiền Bồ Tát
- Cửu Hoa sơn (九華山) thuộc tỉnh An Huy, cao 1.341 m, thông thường được gắn liền với Địa Tạng Bồ Tát
- Phổ Đà sơn (普陀山), thuộc tỉnh Chiết Giang cao 284 m, thông thường được gắn liền với Quan Thế Âm Bồ Tát.

## Tứ đại Đạo giáo danh sơn
Bốn ngọn núi nổi tiếng trong Đạo giáo gồm:

### Võ Đang sơn
giản thể: 武当山; phồn thể: 武當山; Tây Bắc tỉnh Hồ Bắc. Đỉnh cao: 1612m. 32°40′0″B 111°00′4″Đ / 32,66667°B 111,00111°Đ.

### Long Hổ sơn
giản thể: 龙虎山; phồn thể: 龍虎山; nghĩa đen "rồng và hổ", thuộc tỉnh Giang Tây. Đỉnh cao: 247.4m. 28°06′48,999″B 116°57′29,998″Đ / 28,1°B 116,95°Đ

### Tề Vân sơn
giản thể: 齐云山; phồn thể: 齊雲山; nghĩa đen "Đám mây sạch sẽ, chỉnh tề", thuộc tỉnh An Huy. Đỉnh cao: 585m. 29°48′29,9988″B 118°01′56,9994″Đ / 29,8°B 118,01667°Đ

### Thanh Thành sơn
tiếng Trung: 青城山; nghĩa đen "Tường thành màu xanh"; nằm cách thành phố Đô Giang, tỉnh Tứ Xuyên, 15 km về phía Tây Nam. Đỉnh cao: 1260m (năm 2007), 30°58′35,73″B 103°30′59,9″Đ / 30,96667°B 103,5°Đ.